# Charles Crahay
Charles Jean Albert Marie Edmond Crahay (Antwerpen, 1889. november 9. – ?, ?) olimpiai ezüstérmes belga tőrvívó.